# 国泰电影院

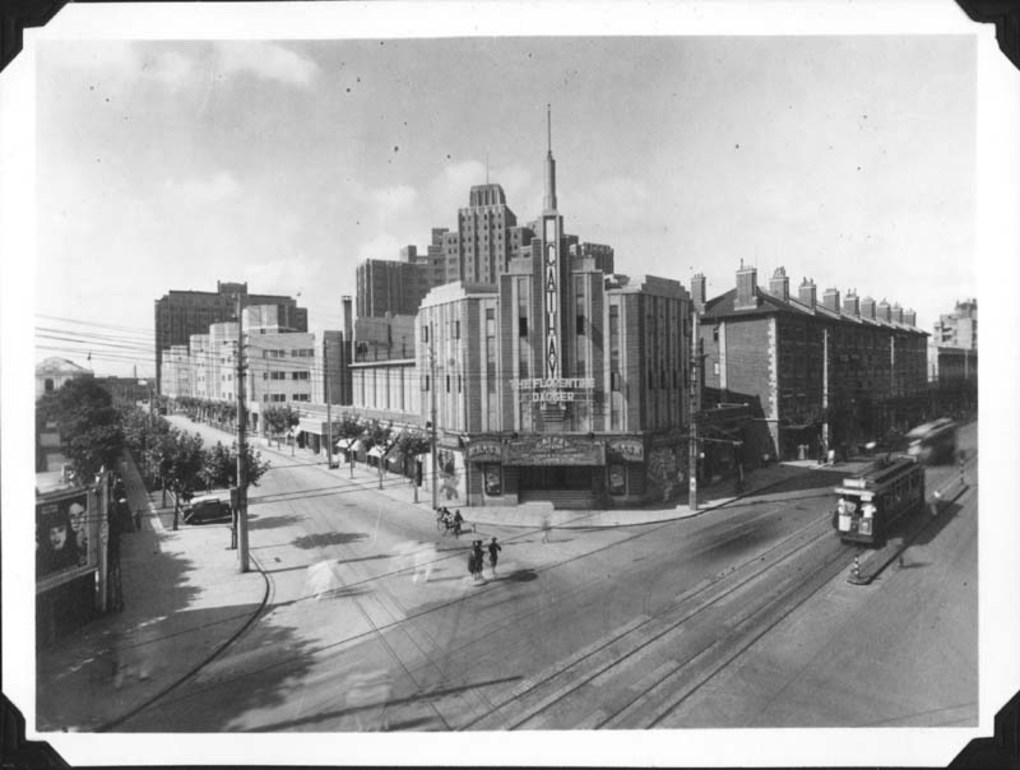
国泰大戏院旧照

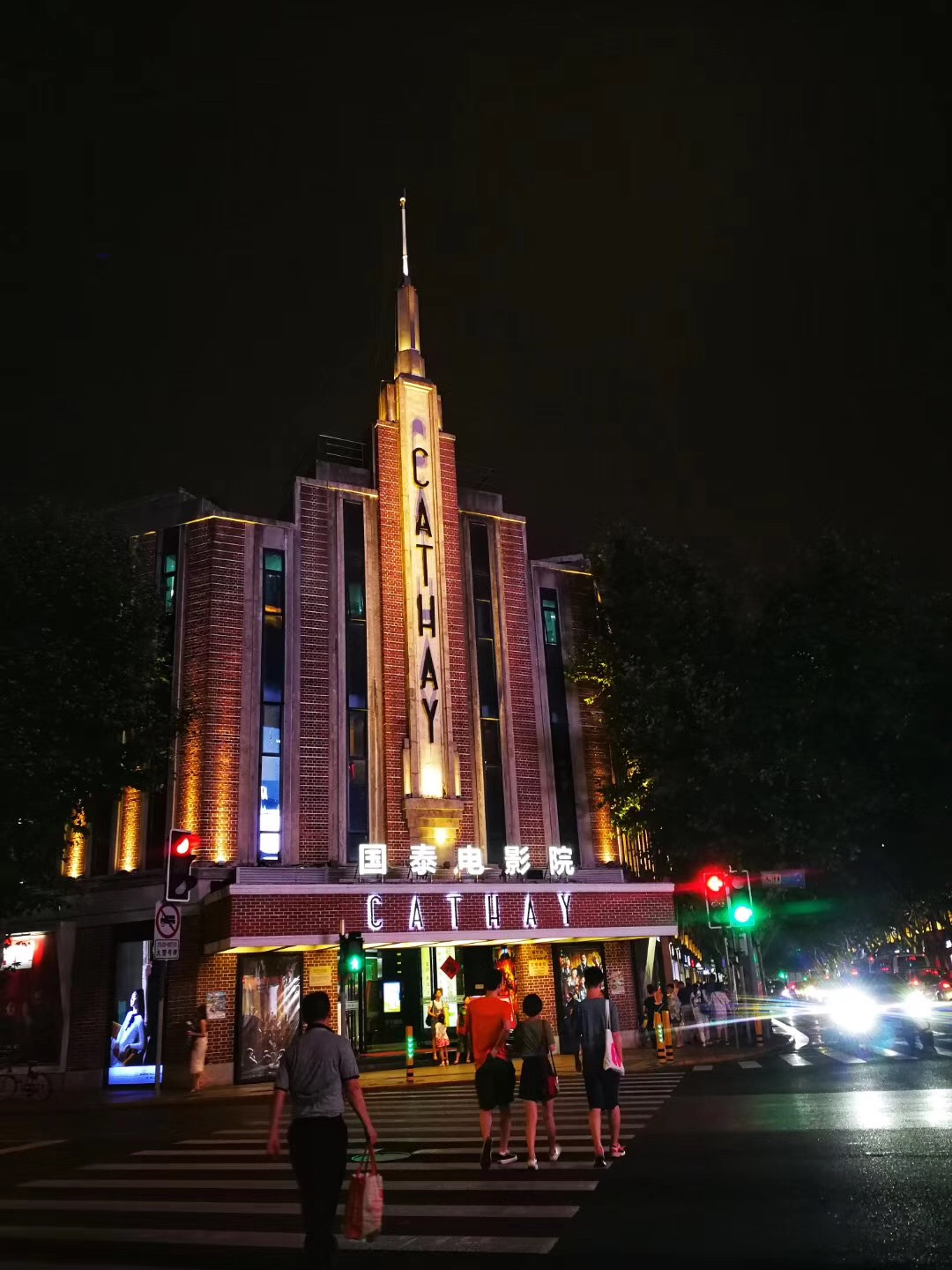
夜景

国泰电影院（英語：Cathay Theatre），原名国泰大戏院，位于上海市黄浦区淮海中路870号。1930年，由英籍华人卢根与美国国际抵押银公司合资组建的国光联合电影公司出资建造。影院由上海当时著名的建筑师事务所鸿达洋行设计，为典型的装饰艺术风格建筑，1932年开门营业。1954年，更名为国泰电影院，1966年后改称人民电影院，1979年复名国泰电影院。1994年2月，入选第二批上海市优秀历史建筑。

## 历史
国泰电影院，由国光联合电影公司投资。1930年开工建造，1932年1月1日，国泰大戏院正式对外营业，以美国米高梅影业的文艺片《灵肉之门》作为首映影片。此外，当日国泰还在《申报》刊登广告，称之“富丽宏壮，执上海电影院之牛耳。精致舒适，集现代科学化之大成”。
1941年，太平洋战争爆发后，汪精卫控制的南京政府通过中华电影联合公司接收了国泰大戏院。1946年1月，国光公司重新恢复其所有权，仍以放映英美电影为主。
1954年，国泰大戏院进行公私合营，原正门的英文照片被替换成中文的“国泰”两字。1966年，文化大革命开始，影院被更名为人民电影院。1979年后，恢复国泰电影院之名。
由于国泰的设施精良，一直是上海电影放映活动的主要场所之一，曾先后举办过亚洲电影周、苏联电影周、中外电影精品电影展映等活动。1991年起，国泰成为上海国际电影节指定放映单位。2003年，国泰完成改建，并于当年6月28日重新开业。
2019年7月15日，国泰电影院列为上海首批24小时开放的电影院之一。
2022年8月25日，国泰电影院暂停营业，正式启动影院设施的更新升级。2024年1月5日起，国泰电影院恢复营业。

## 影院设施
国泰电影院外观为装饰艺术风格，外墙为酱红色泰山毛面砖配以白色线条。设置在茂名南路淮海中路转角处的主立面，顶部自两侧向中间逐渐成阶梯状升起。这种风格与周围的兰心大戏院、华懋饭店、峻岭公寓的外观相得益彰。
早年，国泰电影院使用美国森泼莱斯公司的放映设备，1986年，改用美国杜比公司的光学立体声放映系统。1997年和1999年分别完善了环绕数码立体声的音响设备。2003年改建后，原978座得平坡式大型放映厅被分割改建成为三个不同风格的放映厅。同时，增设150平米的休息厅一座。目前，第一放映厅共有座225个，主体基调为红色。第二放映厅为236座，主体采用蓝色作为主色调。三号放映厅较小，容纳123人，色调则为灰色。